# 荘智淵
荘 智淵（そう ちえん、注音仮名転写:チュワン・チー・ユエン、Chuang,Chih-Yuan、1981年4月2日 - ）は、台湾の卓球選手。高雄市出身。

## 略歴
2002年の釜山で行われたアジア競技大会では準優勝、2004年のアテネオリンピックではベスト8に入った。
ITTFプロツアーでも活躍、2002年にはグランドファイナルで優勝、2003年ブラジルオープンでも優勝している。
2000年、2003年のアジア卓球選手権団体では準優勝している。
早熟の選手で、2003年辺りが実力のピークであったがその後は調子を落とし続け、最高3位にまで上がった世界ランキングも一度は20位まで落とした。年齢のこともあり、誰もが皆彼のピークは過ぎたと思っていたが30歳を過ぎる頃から両ハンドのドライブに再びキレが戻り始め、2011年には実に8年ぶりのプロツアー優勝。2012年のロンドンオリンピックのシングルスではメダルこそ獲れなかったものの自己最高のベスト4に入った。2013年の世界卓球選手権パリ大会では男子ダブルスで優勝を果たし、2014年の世界卓球選手権東京大会では、団体3位の原動力となる。2013年10月に鴻海科技集団と10年間のスポンサー契約を結んだ。
2019年9月、チャイニーズタイペイの代表チームからの引退を発表。翌年の2020年東京オリンピックにも出場しないことを明らかにした。

## プレースタイル
素早いフットワークと機関銃のような早い両ハンドのカウンターをプレーの軸とし、小柄な体格ながら全身を目一杯使ったフォアハンドドライブを武器とする。全盛期の頃は中国にとってワルドナー以上に脅威と見られたこともある。
しかし、その小柄な体格、相手のボールの勢いを利用するプレースタイルゆえ、カット主戦型を苦手としている。

## 主な戦績
- 2000年
  - アジア選手権ドーハ大会 男子団体 準優勝
- 2002年
  - ITTFプロツアー・グランドファイナル（2002 ストックホルム） 男子シングルス 優勝
  - 2002年アジア競技大会 男子シングルス 準優勝
- 2003年
  - ITTFプロツアー・ブラジルオープン 男子シングルス 優勝
  - アジア選手権バンコク大会 男子団体 準優勝
- 2004年
  - アテネオリンピック 男子シングルス ベスト8
- 2006年
  - 2006年アジア競技大会 男子ダブルス ベスト4
- 2007年
  - アジア選手権揚州大会 男子ダブルス ベスト4
- 2008年
  - ITTFプロツアー・グランドファイナル（2008 マカオ） 男子ダブルス 準優勝
- 2012年
  - ロンドンオリンピック 男子シングルス 4位
- 2013年
  - 第52回世界選手権パリ大会 男子ダブルス優勝（陳建安と）
- 2014年
  - 第52回世界選手権東京大会 男子団体 ベスト4